# Francesco Bianchi Buonavita

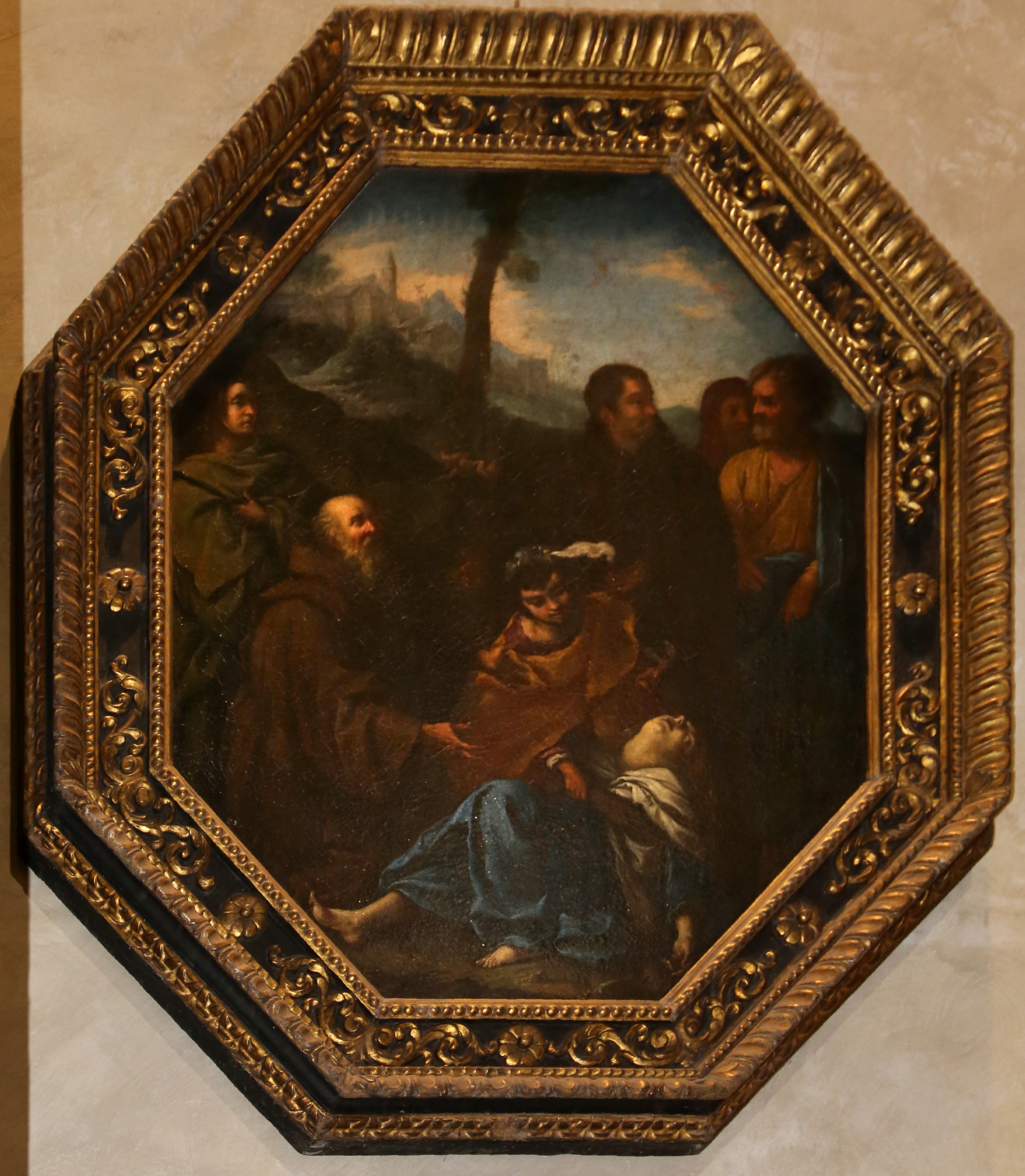
San Francesco di Paola resuscita una donna, Firenze, San Giuseppe

Francesco Bianchi Buonavita, o Bonavita (Firenze, 1593 – Certaldo, 1658), è stato un pittore italiano.

## Biografia
Figlio del mosaicista Giovanni Bianchi, è ricordato nei documenti con il secondo cognome che forse era della madre. Al seguito del padre fin da fanciullo nelle botteghe granducali, entrò in bottega da ragazzo presso Giovanni Bilivert, del quale scrisse poi anche una biografia.
Verso il 1615 la sua formazione poteva dirsi completa, e iniziò la propria carriera con una prima opera documentata, l'Ingegno per la Galleria di Casa Buonarroti (1616).
In seguito visitò Roma, e si immatricolò all'Accademia delle arti del disegno solo nel 1624. In un primo momento ottenne commissioni pittoriche secre e profane, specializzandosi anche nella pittura su pietra e nella copia di opere famose; gradualmente il suo livello qualitativo sembra indebolirsi, sopraffatto dalla troppa concorrenza di alto livello sulla piazza fiorentina. Nella seconda parte della sua vita infatti lasciò la pittura, dedicandosi alla carriera amministrativa, che lo portò anche ad essere podestà a Vinci, ad Empoli, a Castelfranco di Sopra e, infine, a Certaldo. Tuttavia continuò sporadicamente a dedicarsi alla pittura con alcune opere ecclesiastiche per il contado, di qualità ormai modesta.